# Lise Noblet
Pour les articles homonymes, voir Noblet.
Lise Noblet (née Marie-Élisabeth Noblet à Paris le 24 novembre 1801 et morte à Neuilly-sur-Seine le 27 août 1852) est une danseuse française.

## Biographie
Issue d'une famille d'artisans dont plusieurs enfants montèrent sur les planches, elle eut pour sœurs la ballerine Félicité Noblet (1807-1877) qui épousa le ténor Alexis Dupont et fut connue sous le nom de scène Madame Alexis, et la comédienne Alexandrine Noblet. 
Elle débuta au Ballet de l'Opéra de Paris en 1819 dans un pas de deux avec Albert, puis dansa les principaux rôles des ballets de Pierre Gardel.
De 1821 à 1824, elle donna plusieurs représentations au King's Theatre de Londres. L'arrivée de Marie Taglioni à l'Opéra de Paris en 1827 la relégua au second plan, ne lui laissant comme rôle-titre que celui de Fenella dans La Muette de Portici en 1828.
Elle fut aussi la rivale de Fanny Elssler dans les danses espagnoles et quitta l'Opéra en 1841 à la mort de son fidèle compagnon, le général Claparède.